# アンナ＝レナ・グローネフェルト
アンナ＝レナ・グローネフェルト（Anna-Lena Grönefeld, 1985年6月4日 - ）は、ドイツ・ニーダーザクセン州ノルトホルン出身の女子プロテニス選手。2009年のウィンブルドンと2014年の全仏オープン混合ダブルスで優勝した。WTAツアーでシングルス1勝、ダブルス17勝を挙げた。自己最高ランキングはシングルス14位、ダブルス7位。右利き、バックハンド・ストロークは両手打ち。
姓はグローネフェルドとも表記されるがドイツ語の発音ではグレーネフェルトに近い。

## 来歴
グローネフェルトは父親の勧めにより、5歳から自宅近くのテニスクラブで兄と一緒に練習し始めた。ジュニア選手の大会では、2002年全仏オープンジュニア女子ダブルスで優勝した後、翌年の2003年全仏ジュニア女子シングルス優勝があり、早くから全仏オープンを得意にしてきた。同年にプロ入り。2004年から女子テニス国別対抗戦・フェドカップのドイツ代表選手に選ばれ、同年の全仏オープンで4大大会にデビューする。2005年、グローネフェルドはダブルスでベテランのマルチナ・ナブラチロワと組む機会が多くなり、この時期にダブルスで多くの好成績を出した。彼女は4大大会の女子ダブルスで、2005年ウィンブルドンから2006年全豪オープンまでの3大会連続ベスト4進出を記録したが、2005年ウィンブルドンと全米オープンはナブラチロワと組み、2006年全豪オープンはメガン・ショーネシーと組んだ。
2006年3月、グローネフェルトはメキシコ・アカプルコ大会の決勝でフラビア・ペンネッタを 6-1, 4-6, 6-2 で破り、女子ツアー大会のシングルスで初優勝を果たした。この年の全仏オープンでベスト8に入り、ここで4大大会シングルスの自己最高成績を出した。準々決勝では第5シードのジュスティーヌ・エナン＝アーデンに 5-7, 2-6 のストレートで敗れた。ところが、全仏8強入りの直後から、彼女は左膝腱の断裂や右肩の故障に悩まされるようになる。2007年ウィンブルドン1回戦敗退の後、4大大会にも出場できなくなったグローネフェルトは、2007年度末の世界ランキングで200位以下に降下した。
2008年全米オープンで、グローネフェルトに再起の機会がやってくる。この大会で予選3試合を勝ち抜いた彼女は、1年ぶりに戻ってきた4大大会本戦1回戦で、第11シードのダニエラ・ハンチュコバに 6-4, 6-2 のストレート勝ちを収めた。2回戦でワイルドカード（主催者推薦出場）のジェシカ・ムーア、3回戦で第17シードのアリーゼ・コルネを破って勝ち進んだ彼女は、4回戦で当年度の全仏オープン準優勝者ディナラ・サフィナに 5-7, 0-6 で敗れ、2006年全仏オープン以来の8強入りを逃した。
2009年のウィンブルドンで、グローネフェルトはマーク・ノールズと混合ダブルスのペアを組み、第9シードから初優勝を決めた。2人は決勝戦で、第1シードのリーンダー・パエス&カーラ・ブラック組を 7-5, 6-3 のストレートで下した。ドイツ人女子選手によるウィンブルドン優勝は、1996年に女子シングルス7勝目を挙げたシュテフィ・グラフ以来13年ぶりの偉業となった。4大大会全体を通じても、グラフが最後の4大大会優勝（22勝目）を決めた1999年全仏オープン以来10年ぶりの出来事になる。
2012年からグローネフェルトはダブルスに専念していた。7月のロンドン五輪に直前欠場したアンドレア・ペトコビッチの代役としてオリンピックに初出場した。ユリア・ゲルゲスと組んだダブルスに出場し、2回戦でロシアのエカテリーナ・マカロワ&エレーナ・ベスニナ組に 2-6, 1-6 で敗退した。
2014年全仏オープンではジャン＝ジュリアン・ロジェと組んだ混合ダブルスで決勝に進出した。決勝ではユリア・ゲルゲス&ネナド・ジモニッチ組を 4-6, 6-2, [10-7] で破り4大大会混合ダブルス2勝目を挙げた。
2019年に現役を引退した。

## WTAツアー決勝進出結果

### シングルス: 4回 (1勝3敗)
| 大会グレード         |
| -------------------- |
| グランドスラム (0–0) |
| ティア I (0–0)       |
| ティア II (0–2)      |
| ティア III (1–0)     |
| ティア IV & V (0–1)  |

| 結果   | No. | 決勝日        | 大会           | サーフェス    | 対戦相手               | スコア        |
| ------ | --- | ------------- | -------------- | ------------- | ---------------------- | ------------- |
| 準優勝 | 1.  | 2005年2月6日  | パタヤ         | ハード        | コンチタ・マルティネス | 3–6, 6–3, 3–6 |
| 準優勝 | 2.  | 2005年9月25日 | 北京           | ハード        | マリア・キリレンコ     | 3–6, 4–6      |
| 準優勝 | 3.  | 2005年10月2日 | ルクセンブルク | ハード (室内) | キム・クライシュテルス | 2–6, 4–6      |
| 優勝   | 1.  | 2006年3月4日  | アカプルコ     | クレー        | フラビア・ペンネッタ   | 6–1, 4–6, 6–2 |

### ダブルス: 44回 (17勝27敗)
| 大会グレード          | 大会グレード                 |
| 2008年以前            | 2009年以後                   |
| --------------------- | ---------------------------- |
| グランドスラム (0–0)  |                              |
| WTAファイナルズ (0–0) |                              |
| ティア I (1–2)        | プレミア・マンダトリー (0-0) |
| ティア I (1–2)        | プレミア5 (0-6)              |
| ティア II (3–3)       | プレミア (4–5)               |
| ティア III (3–1)      | インターナショナル (5–7)     |
| ティア IV ＆ V (1–2)  | インターナショナル (5–7)     |

| 結果   | No. | 決勝日         | 大会                 | サーフェス    | パートナー                   | 対戦相手                                              | スコア              |
| ------ | --- | -------------- | -------------------- | ------------- | ---------------------------- | ----------------------------------------------------- | ------------------- |
| 準優勝 | 1.  | 2004年8月8日   | ストックホルム       | ハード        | エマニュエレ・ガグリアルディ | アリシア・モリク バルバラ・シェット                   | 3–6, 3–6            |
| 準優勝 | 2.  | 2004年8月15日  | バンクーバー         | ハード        | エルス・カレンズ             | アビゲイル・スピアーズ ベサニー・マテック             | 3–6, 3–6            |
| 準優勝 | 3.  | 2004年8月22日  | シンシナティ         | ハード        | エマニュエレ・ガグリアルディ | ジル・クレイバス マルレーネ・ワインガルトナー         | 5–7, 6–7            |
| 準優勝 | 4.  | 2004年10月10日 | フィルダーシュタット | ハード (室内) | ユリア・シュルフ             | カーラ・ブラック レネ・スタブス                       | 3–6, 2–6            |
| 優勝   | 1.  | 2005年2月6日   | パタヤ               | ハード        | マリオン・バルトリ           | マルタ・ドマホフスカ シルビア・タラヤ                 | 6–3, 6–2            |
| 優勝   | 2.  | 2005年8月21日  | トロント             | ハード        | マルチナ・ナブラチロワ       | コンチタ・マルティネス ビルヒニア・ルアノ・パスクアル | 5–7, 6–3, 6–4       |
| 優勝   | 3.  | 2005年9月18日  | バリ                 | ハード        | メガン・ショーネシー         | 晏紫 鄭潔                                             | 6–3, 6–3            |
| 優勝   | 4.  | 2006年3月4日   | アカプルコ           | クレー        | メガン・ショーネシー         | 浅越しのぶ エミリー・ロワ                             | 6–1, 6–3            |
| 優勝   | 5.  | 2006年7月30日  | スタンフォード       | ハード        | シャハー・ピアー             | マリア・エレナ・カメリン ヒセラ・ドゥルコ             | 6–1, 6–4            |
| 準優勝 | 5.  | 2006年8月6日   | サンディエゴ         | ハード        | メガン・ショーネシー         | カーラ・ブラック レネ・スタブス                       | 2–6, 2–6            |
| 準優勝 | 6.  | 2006年8月20日  | モントリオール       | ハード        | カーラ・ブラック             | マルチナ・ナブラチロワ ナディア・ペトロワ             | 1–6, 2–6            |
| 準優勝 | 7.  | 2006年10月1日  | ルクセンブルク       | ハード (室内) | リーゼル・フーバー           | フランチェスカ・スキアボーネ クベタ・ペシュケ         | 6–2, 4–6, 1–6       |
| 優勝   | 6.  | 2007年1月12日  | シドニー             | ハード        | メガン・ショーネシー         | マリオン・バルトリ メイレン・ツー                     | 6–3, 3–6, 7–6(2)    |
| 優勝   | 7.  | 2008年10月5日  | シュトゥットガルト   | ハード (室内) | パティ・シュナイダー         | クベタ・ペシュケ レネ・スタブス                       | 6–2, 6–4            |
| 準優勝 | 8.  | 2008年10月19日 | チューリッヒ         | ハード (室内) | パティ・シュナイダー         | カーラ・ブラック リーゼル・フーバー                   | 1–6, 6–7(3)         |
| 優勝   | 8.  | 2008年11月2日  | ケベックシティ       | ハード (室内) | バニア・キング               | ジル・クレイバス タマリネ・タナスガーン               | 7–6, 6–4            |
| 優勝   | 9.  | 2009年1月11日  | ブリスベン           | ハード        | バニア・キング               | クラウディア・ヤンス アリシア・ロソルスカ             | 3–6, 7–5, [10–5]    |
| 優勝   | 10. | 2009年10月18日 | リンツ               | ハード        | カタリナ・スレボトニク       | クラウディア・ヤンス アリシア・ロソルスカ             | 6–1, 6–4            |
| 準優勝 | 9.  | 2010年3月7日   | モンテレイ           | ハード        | バニア・キング               | イベタ・ベネソバ バルボラ・ザフラボバ・ストリコバ     | 6–3, 4–6, [8–10]    |
| 優勝   | 11. | 2010年8月8日   | コペンハーゲン       | ハード (室内) | ユリア・ゲルゲス             | ビタリア・ディアチェンコ タチアナ・ポウチェク         | 6–4, 6–4            |
| 準優勝 | 10. | 2011年3月6日   | モンテレイ           | ハード        | バニア・キング               | イベタ・ベネソバ バルボラ・ザフラボバ・ストリコバ     | 7–6(8), 2–6, [6–10] |
| 準優勝 | 11. | 2011年10月16日 | リンツ               | ハード (室内) | ユリア・ゲルゲス             | マリーナ・エラコビッチ エレーナ・ベスニナ             | 5–7, 1–6            |
| 準優勝 | 12. | 2012年2月12日  | パリ                 | ハード (室内) | ペトラ・マルティッチ         | リーゼル・フーバー リサ・レイモンド                   | 6–7(3), 1–6         |
| 準優勝 | 13. | 2012年4月29日  | シュトゥットガルト   | クレー        | ユリア・ゲルゲス             | イベタ・ベネソバ バルボラ・ザフラボバ・ストリコバ     | 4–6, 5–7            |
| 準優勝 | 14. | 2012年6月17日  | バートガシュタイン   | クレー        | ペトラ・マルティッチ         | ユリア・ゲルゲス ジル・クレイバス                     | 7–6(4), 4–6, [9–11] |
| 準優勝 | 15. | 2012年9月29日  | 東京                 | ハード        | クベタ・ペシュケ             | ラケル・コップス＝ジョーンズ アビゲイル・スピアーズ   | 1–6, 4–6            |
| 優勝   | 12. | 2012年10月14日 | リンツ               | ハード (室内) | クベタ・ペシュケ             | ユリア・ゲルゲス バルボラ・ザフラボバ・ストリコバ     | 6–3, 6–4            |
| 準優勝 | 16. | 2013年1月5日   | ブリスベン           | ハード        | クベタ・ペシュケ             | ベサニー・マテック＝サンズ サニア・ミルザ             | 6–4, 4–6, [7–10]    |
| 優勝   | 13. | 2013年5月25日  | ブリュッセル         | クレー        | クベタ・ペシュケ             | ガブリエラ・ダブロウスキー シャハー・ピアー           | 6–0, 6–3            |
| 準優勝 | 17. | 2013年6月15日  | ニュルンベルク       | クレー        | クベタ・ペシュケ             | ラルカ・オラル バレリア・ソロビエワ                   | 6–2, 6–7(3), [9–11] |
| 準優勝 | 18. | 2013年8月11日  | トロント             | ハード        | クベタ・ペシュケ             | エレナ・ヤンコビッチ カタリナ・スレボトニク           | 7–5, 2–6, [6–10]    |
| 準優勝 | 19. | 2013年8月18日  | シンシナティ         | ハード        | クベタ・ペシュケ             | 謝淑薇 彭帥                                           | 6–2, 3–6, [10–12]   |
| 優勝   | 14. | 2014年2月2日   | パリ                 | ハード (室内) | クベタ・ペシュケ             | ティメア・バボシュ クリスティナ・ムラデノビッチ       | 6-7(7), 6-4, [10-5] |
| 準優勝 | 20. | 2016年10月16日 | リンツ               | ハード (室内) | クベタ・ペシュケ             | キキ・ベルテンス ヨハンナ・ラーション                 | 6–4, 2–6, [7–10]    |
| 優勝   | 15. | 2017年5月5日   | プラハ               | クレー        | クベタ・ペシュケ             | ルーシー・ハラデツカ カテリナ・シニアコバ             | 6–4, 7–6(3)         |
| 準優勝 | 21. | 2017年8月13日  | トロント             | ハード        | クベタ・ペシュケ             | エカテリーナ・マカロワ エレーナ・ベスニナ             | 0–6, 4–6            |
| 優勝   | 16. | 2018年4月29日  | シュトゥットガルト   | クレー        | ラケル・アタウォ             | ニコール・メリチャー クベタ・ペシュケ                 | 6–4, 6–7(5), [10–5] |
| 準優勝 | 22. | 2018年10月14日 | リンツ               | ハード (室内) | ラケル・アタウォ             | キルステン・フリプケンス ヨハンナ・ラーション         | 6–4, 4–6, [5–10]    |
| 準優勝 | 23. | 2019年2月16日  | ドーハ               | ハード        | デミ・シュールス             | 詹皓晴 ラティシア・チャン                             | 1–6, 6–3, [6–10]    |
| 優勝   | 17. | 2019年4月6日   | チャールストン       | クレー        | アリシア・ロソルスカ         | イリーナ・フロマチェワ ベロニカ・クデルメトワ         | 7–6(7), 6–2         |
| 準優勝 | 24. | 2019年5月19日  | ローマ               | クレー        | デミ・シュールス             | ビクトリア・アザレンカ アシュリー・バーティ           | 6-4, 0-6, [3-10]    |
| 準優勝 | 25. | 2019年6月23日  | バーミンガム         | 芝            | デミ・シュールス             | 謝淑薇 バルボラ・ストリコバ                           | 4–6, 7–6(4), [8–10] |
| 準優勝 | 26. | 2019年8月11日  | トロント             | ハード        | デミ・シュールス             | バルボラ・クレイチコバ カテリナ・シニアコバ           | 5–7, 0–6            |
| 準優勝 | 27. | 2019年8月17日  | シンシナティ         | ハード        | デミ・シュールス             | アンドレヤ・クレパーチ ルーシー・ハラデツカ           | 4–6, 1–6            |

## 4大大会シングルス成績
略語の説明
| W | F | SF | QF | #R | RR | Q# | LQ | A | Z# | PO | G | S | B | NMS | P | NH |

W=優勝, F=準優勝, SF=ベスト4, QF=ベスト8, #R=#回戦敗退, RR=ラウンドロビン敗退, Q#=予選#回戦敗退, LQ=予選敗退, A=大会不参加, Z#=デビスカップ/BJKカップ地域ゾーン, PO=デビスカップ/BJKカッププレーオフ, G=オリンピック金メダル, S=オリンピック銀メダル, B=オリンピック銅メダル, NMS=マスターズシリーズから降格, P=開催延期, NH=開催なし.
| 大会           | 2003 | 2004 | 2005 | 2006 | 2007 | 2008 | 2009 | 2010 | 2011 | 通算成績 |
| -------------- | ---- | ---- | ---- | ---- | ---- | ---- | ---- | ---- | ---- | -------- |
| 全豪オープン   | A    | LQ   | 3R   | 2R   | 2R   | A    | 1R   | 1R   | LQ   | 4–5      |
| 全仏オープン   | A    | 2R   | 3R   | QF   | 1R   | A    | 2R   | A    | A    | 8–5      |
| ウィンブルドン | A    | 1R   | 1R   | 1R   | 1R   | A    | 1R   | 1R   | LQ   | 0–6      |
| 全米オープン   | LQ   | 1R   | 3R   | 1R   | A    | 4R   | 1R   | LQ   | LQ   | 5–5      |